# Kansas City Southern de México
Kansas City Southern de México, S.A. de C.V. (KCSM),  fue la filial mexicana de la empresa ferroviaria estadounidense Kansas City Southern dedicada al transporte de carga. Fue fundada en 1997 y su sede central se encontraba en la Ciudad de México, hasta su desaparición el 14 de abril de 2023. 
Operaba un sistema ferroviario de 2,260 millas (3,638 km.) de vías, dando servicio al noreste y centro de México y a los puertos de Lázaro Cárdenas, Michoacán y Tampico, Tamaulipas, entre otros. KCSM fue una de las principales líneas férreas mexicanas y proporcionaba una conexión directa entre los Estados Unidos y el corazón industrial de México.
KCSM fue controlada y propiedad de Kansas City Southern Lines.

## Material rodante
Este era el material rodante de KCSM:
• EMD GPTEB-C (400)
• EMD SW1504 (Series 1500)
• EMD MP15AC (Series 1500)
• EMD GP38-2 (Series 2000)
• EMD GP22ECO-M (Series 2400)
• EMD GP22ECO (Series 2500)
• EMD SD22ECO (2650-2651)
• EMD SD40 (Series 3000)
• EMD SDP40 (3010-3020)
• GE Super 7 C30 MP (Series 3400)
• EMD SD60 (Series 3800)
• EMD SD70MAC (Series 3900)
• EMD SD70ACE (Series 4000-4100-4200)
• GE AC4400CW (Series 4500)
• GE ES44AC (Series 4600-4700-4800)

## Historia de KCSM
En marzo de 1995 se modificó la constitución mexicana a fin de crear el marco legal para la privatización del sistema ferroviario mexicano, que tradicionalmente había sido operado por Ferrocarriles Nacionales de México (FNM). Para facilitar la privatización del sistema ferroviario, el gobierno mexicano lo dividió en tres troncales regionales: (1) el Ferrocarril del Noreste, (2) el Ferrocarril del Pacífico Norte, y (3) el Ferrocarril del Sureste y la Terminal Ferroviaria del Valle de México, así como varios ferrocarriles con vías de corta longitud.
El 2 de noviembre de 1996, TFM, después renombrada KCSM, fue constituida por el gobierno mexicano denominada como Ferrocarril del Noreste, S.A. de C.V., a fin de operar el Ferrocarril del Noreste. TFM era una sociedad anónima de capital variable constituida bajo las leyes mexicanas por un plazo de 100 años. El 2 de diciembre de 1996, el gobierno mexicano otorgó a TFM una concesión por 50 años –renovable bajo ciertas condiciones a 50 años más– para proporcionar servicios de transporte de carga a lo largo del Ferrocarril del Noreste, y convino en transferir a TFM equipos ferroviarios y otros activos relacionados, así como el 25.0% del capital accionario de la Terminal Ferroviaria del Valle de México.
TFM inició operaciones el 26 de junio de 1997 como empresa privada. El título de concesión se otorgó originalmente a un grupo conformado por Transportación Marítima Mexicana (TMM), empresa naviera y multimodal, en conjunto con el ferrocarril estadounidense Kansas City Southern Lines (KCSR). Luego de una serie de litigios con su socio mexicano TMM que se prolongaron durante casi 2 años, el 1 de abril de 2005 el socio KCSR adquirió la totalidad de las acciones de TFM, cambiando su razón social algunos meses después a Kansas City Southern de México, S.A. de C.V., que fue como se denominaba hasta su desaparición.

## Principales condiciones del Título de Concesión
Conforme a la concesión, KCSM tenía el derecho de utilizar, durante el periodo completo de la concesión, todos los derechos de paso, la vía, los edificios y las instalaciones de mantenimiento relacionadas que hubieran sido necesarias para la operación de sus líneas ferroviarias.

## Duración
KCSM ostentaba un título de concesión a 50 años, renovable conforme a ciertas condiciones por un periodo adicional de 50 años, para poder proporcionar servicios de transporte de carga sobre sus líneas ferroviarias.
Este derecho fue exclusivo durante 30 años de las operaciones de KCSM, sujeto a ciertos derechos de vía a ser otorgados a otros operadores ferroviarios mexicanos. Conforme a la concesión, KCSM tenía el derecho de utilizar, durante el periodo completo de la concesión, todos los derechos de paso, la vía, los edificios y las instalaciones de mantenimiento relacionadas que hubieran sido necesarias para la operación de sus líneas ferroviarias.

## Cuota
Conforme a los términos de la concesión, KCSM debía pagar al gobierno mexicano una cuota equivalente al 0.5% de sus ingresos brutos durante los primeros 15 años del periodo de la concesión, y 1.25% de dichos ingresos durante el resto del periodo.

## Derecho de paso
TFM debía otorgar derechos de paso a lo largo de las líneas ferroviarias a Ferromex, Ferrosur y la Terminal Valle de México (Ferrovalle). La SCT tenía el derecho de otorgar concesiones exclusivas para el servicio de pasajeros utilizando las líneas de ferrocarril de KCSM a un concesionario diferente a KCSM.

## Tarifas
Conforme a la concesión y a la Ley Reglamentaria del Servicio Ferroviario, KCSM podía establecer libremente sus tarifas a menos que la Comisión Federal de Competencia Económica determinaba que no existía competencia efectiva, tomando en consideración rutas ferroviarias alternas y otros modos de transporte.
Si la Comisión Federal de Competencia Económica determinaba que no existía competencia en el sistema ferroviario, la SCT establecería la base para las tarifas de KCSM. Las tarifas de KCSM debían estar registradas y se aplican de conformidad con la Ley Reglamentaria del Servicio Ferroviario.
Al aplicar sus tarifas, KCSM no debía realizar subsidios cruzados, involucrarse en ventas vinculadas o en cualquier otra práctica de precios discriminatorios.
En caso de que KCSM cobraba a sus clientes tarifas más altas de las registradas, debía rembolsar a los clientes el monto diferencial con intereses.

## Igualdad
KCSM debía proporcionar servicios ferroviarios a todos los usuarios sobre una base justa y no discriminatoria y de conformidad con los estándares de eficiencia y seguridad aprobados periódicamente por la SCT.

## Inversiones
La concesión estipula que KCSM debía realizar inversiones y llevar a cabo proyectos de capital de conformidad con su plan de negocios aprobado por el gobierno mexicano cada cinco años.

## Medio Ambiente y Seguridad
Conforme a la concesión, KCSM fue responsable de cualquier daño ecológico y ambiental que causaba desde o después de la fecha del inicio de sus operaciones. El gobierno mexicano ha aceptado indemnizar a KCSM por cualquier responsabilidad ambiental relacionada con contaminación de suelo, subsuelo o aguas subterráneas que podía ser atribuible al gobierno mexicano y haya ocurrido antes de la adquisición de las acciones de TFM. KCSM asumía responsabilidad por la operación de los depósitos de abastecimiento y los talleres, así como de la supervisión de los proyectos de infraestructura, y del cumplimiento con cualquier ley o reglamento de protección ambiental actual o futura. KCSM también fue responsable por el cumplimiento de las normas de eficiencia y seguridad estipuladas en la concesión, mismas que se basan en las normas de la Asociación Estadounidense de Ferrocarriles ("AAR"). La concesión requería que KCSM obtuviera y mantuviera vigentes pólizas de seguros de conformidad con los términos de la Ley Reglamentaria del Servicio Ferroviario. Excepto en circunstancias específicas, KCSM fue responsable de los daños causados a la carga que transporta, al igual que los daños causados a terceros como resultado de sus actividades.

## Apoyo
La concesión prohibía a KCSM rechazar el transporte de agua a comunidades que necesitaban ese servicio debido a las características geográficas o demográficas, siempre que se le pagaba una tarifa arancelaria prescrita. KCSM también debía transportar correo, abastos de emergencia necesarios para operaciones de rescate o salvamento, así como a los miembros de las fuerzas armadas. Asimismo, debía otorgar derechos de paso a todo el equipo rodante de las fuerzas armadas del gobierno mexicano.

## Conexión con otros ferrocarriles
KCSM tenía conexión en dos puntos fronterizos con el Union Pacific, en Matamoros, Tamaulipas y Nuevo Laredo, Tamaulipas, y también tenía puntos de intercambio con los otros dos ferrocarriles troncales privatizados: Ferromex y Ferrosur.